# تزوخت (آيت امحند اوموسى آيت داوود)
تزوخت هو دُوَّار يقع بجماعة عين تزيتونت، إقليم شيشاوة، جهة مراكش آسفي في المملكة المغربية. ينتمي الدوّار لمشيخة آيت امحند اوموسى آيت داوود التي تضم 31 دوار. يقدر عدد سكانه بـ 75 نسمة حسب الإحصاء الرسمي للسكان والسكنى لسنة 2004.

## روابط خارجية
- البوابة الوطنية للجماعات الترابية نسخة محفوظة 12 مارس 2018 على موقع واي باك مشين.
- المندوبية السامية للتخطيط